# 文蘭島地圖

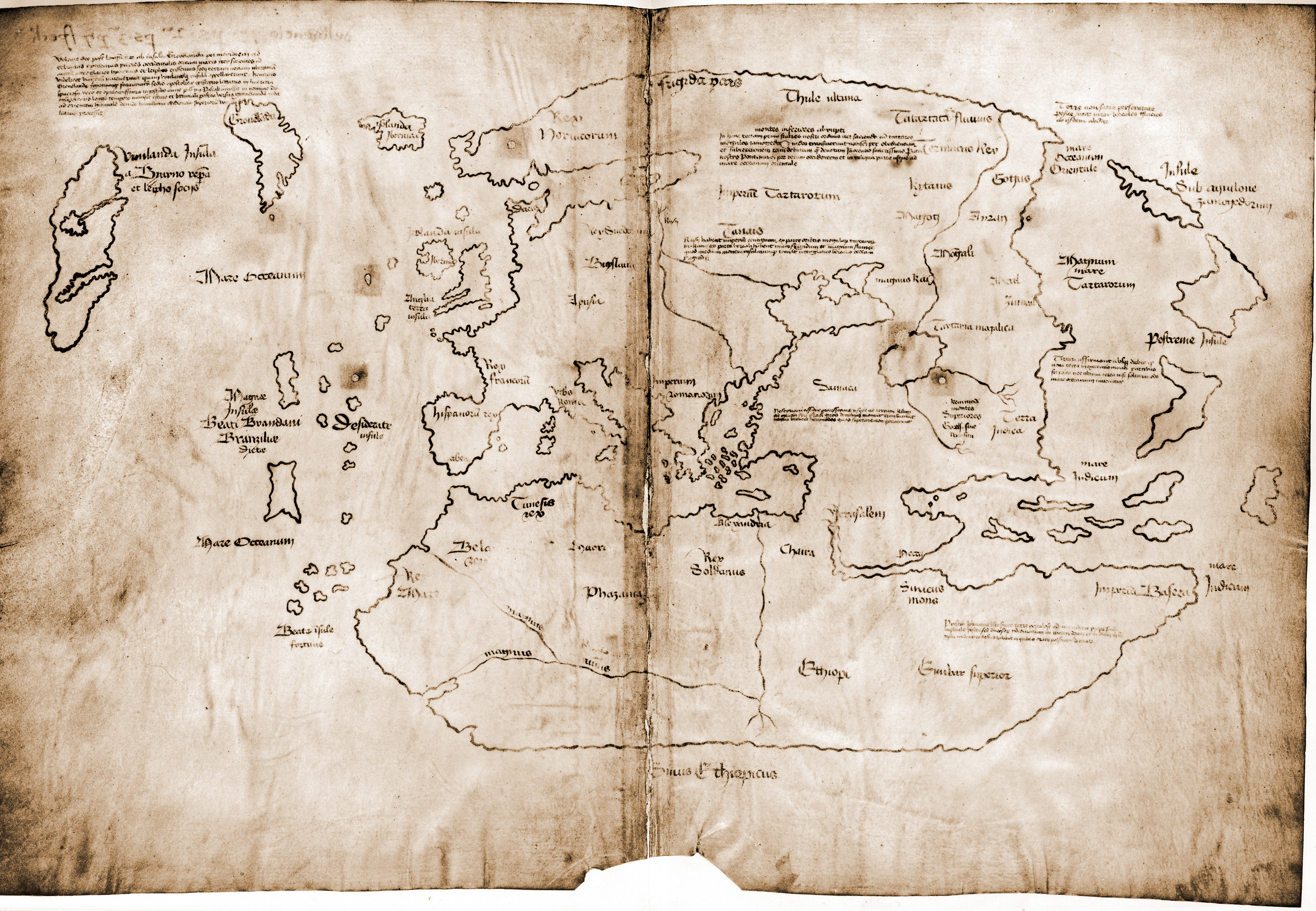
文蘭島地圖

文蘭島地圖（Vinland Map），1957年出現的一張地圖，繪有美洲大陸。目前存放於美國耶魯大學。
文蘭島地圖據稱是一幅15世紀的古地圖，它是根據一幅13世紀的地圖而重新繪製的。地圖除了顯示非洲、亞洲及歐洲外，更顯示一個在大西洋格陵蘭以西、名為「文蘭島」的大島。地圖指該地區於11世紀時已經有人踏足，假如屬實，此將成為位於紐芬蘭島的古代北歐遺跡蘭塞奧茲牧草地以外的考古證據，證明於前哥倫布時期，古代挪威人曾到達美洲，然而，此地圖自1965年公開以來一直具有爭議性，無論是最近期的化學分析及學術論文均認為它不過是偽造品。